# Пропавший присяжный
«Пропавший присяжный» (англ. The Missing Juror) — фильм нуар режиссёра Бадда Беттикера, который вышел на экраны в 1944 году.
Фильм рассказывает о газетном репортёре (Джим Бэннон), который пытается вычислить и обезвредить преступника, убивающего присяжных по громкому делу об убийстве.
Несмотря на скромный бюджет, фильм получил положительные отзывы современных критиков за умелое создание атмосферы, напряжённость и хороший темп повествования.

## Сюжет
Поздно ночью невидимый преступник душит верёвкой некого Джейсона Слоуна, оставляя его тело в автомобиле на железнодорожных путях. Вскоре мчащийся поезд разбивает автомобиль, уродуя тело убитого. На следующий день популярный газетный репортёр Джо Китс (Джим Бэннон), который недавно получил повышение до должности обозревателя, подчиняющегося непосредственно издателю, обсуждает эту новость с редактором газеты и своим бывшим шефом Уиллардом Эпплом (Джозеф Крехан). В своё время Джо прославился статьями о знаменитом процессе об убийстве против Гарри Джей Уортона (Джордж Макреди), где Слоун был одним из двенадцати присяжных. Эппл считает, что это простое совпадение, однако Джо сообщает, что это уже четвёртый присяжный, убитый по тому делу, а ещё один присяжный бесследно исчез. Он предлагает разобраться с тем, что происходит с присяжными, и написать об этом.
Джо начинает свою серию статей с описания процесса, в ходе которого Гарри Джей Уортон, тихий и скромный интеллигентный молодой человек, был обвинён в убийстве молодой девушки по имени Мэри Чепел. Хотя Уортон категорически отрицает свою вину, обвинение, основываясь на показаниях частного детектива Джорджа Сэсбо (Джордж Ллойд), которого Мэри якобы наняла, чтобы следить за Гарри, подтверждает, что именно Гарри застрелил Мэри. На основании этих показаний жюри присяжных выносит вердикт о виновности Гарри, которому каждый из присяжных произносит слова о его виновности в лицо. Суд приговаривает Гарри к смертной казни через повешение и отправляет в тюрьму дожидаться приведения приговора в исполнение. В течение нескольких месяцев Гарри подаёт апелляции на решение суда, однако неизменно получает отказ. Тем временем, находясь в одиночной камере смертников, он наблюдает, как заключённых регулярно отправляют на казнь, и это постепенно сводит его с ума. Между тем Джо, который не верит в виновность Гарри, продолжает борьбу за него. Он находит в одном из баров Сэсбо, который однако отказывается с ним говорить. Когда же Сэсбо выходит из бара, на улице кто-то из автомобиля стреляет ему в спину, нанося смертельное ранение. Подоспевшему Джо умирающий Сэсбо успевает сообщить, что дал ложные показания в суде. На самом деле Мэри застрелил из ревности её любовник Гордон Кук, который затем нанял Сэсбо, чтобы тот в суде дал показания против Гарри. Как говорит Сэсбо, в конце концов, чтобы не платить ему деньги Гордон решил просто убить его. Непосредственно накануне казни, на основании показаний Сэсбо губернатор принимает решение о помиловании Уортона. С него снимают все обвинения и отпускают на свободу. Однако, когда надзиратели открывают его камеру, то видят совершенно ненормального человека, помешанного на несправедливости суда, который обрёк его на многомесячное ежедневное ожидание повешения. Он также помешан на цифре двенадцать, так как именно столько присяжных признали его виновным в убийстве. Прямо из тюремной камеры Гарри направляют в психиатрическую клинику, чтобы он прошёл курс реабилитации. Некоторые присяжные считают своим долгом навестить Уортона в клинике и выразить ему своё сочувствие. Однажды вечером в палате Уортона вспыхивает сильный пожар, и когда в помещение врываются врачи, они обнаруживают свисающую с потолка догорающую петлю, а на полу находят обгоревший до неузнаваемости труп, приходя к заключению, что это труп Уортона.
Закончив на этом записывать свой рассказ, Джо отправляется для разговора с присяжными. Первым делом он посещает антикварный магазин, хозяйкой которого является бывшая присяжная, очаровательная Элис Хилл (Дженис Картер). У Элис однако нет времени на разговоры с Джо, и она, так и не сказав ничего существенного, убегает на деловую встречу со старшиной присяжных Джеромом К. Бентли, который решил заказать у неё крупную партию антиквариата для своего загородного дома. Джо начинает сомневаться в целесообразности своего расследования, однако в этот момент по телетайпу приходит сообщение о том, что ещё одна присяжная была задушена. Полиция подозревает, что это дело рук маньяка, инспирированного статьями Джо, и приставляет к дому каждого присяжного по патрульному. Джо в свою очередь направляется проверить, как дела у Элис, которая произвела на него сильное впечатление. Она как раз возвращается домой вместе со своей ассистенткой Текс Таттл (Джин Стивенс) после завершения комплектования заказа Бентли. Они заходят к квартиру Элис, где их ожидает Бентли, говоря, что зашёл, чтобы отдать ей ключ от её квартиры, который она забыла во время их встречи. После его ухода Джо и Элис, которые очень быстро сблизились, обнимаются и собираются поцеловаться, однако их прерывает Текс. Оставив Элис под защитой полицейского, Джо отправляется домой, однако перед домом Элис его поджидает Бентли. Он утверждает, что знает, кто является убийцей, и если Джо последует за ним, то получит в своё распоряжение всю историю. Первоначально Бентли привозит Джо в полицейский участок, чтобы понаблюдать за тем, как проходит опознание. Рассуждения Бентли о преступниках, об определении в людях зла настораживают Джо, и он звонит в редакцию, чтобы сообщить о своём подозрении, что Бентли и есть серийный убийца. Затем Бентли приводит Джо в оздоровительный клуб, где массажист Калли (Майк Мазурки) делает ему массаж шеи. Как говорит Бентли, ему это необходимо, так как он ежедневно испытывает мучительные ощущения вокруг шеи, которые без массажа невозможно выносить. Затем они отправляются в парную. Через некоторое время, Бентли незаметно выходит наружу и запирает дверь поясом от своего халата, включая подачу пара на полную мощность. Джо безуспешно пытается вырваться из парной, в итоге теряя сознание. Однако вскоре Калли замечает избыток пара в помещении, после чего Бентли вынужден незаметно развязать пояс и открыть дверь. Калли немедленно отправляет Джо в больницу. Навестившему его Эпплу Джо говорит, что Бентли намеренно запер его в парной. Однако Эппл не верит словам Джо, говоря, что в полицию пришёл человек по имени Пирсон, который сознался во всех убийствах присяжных. Джо понимает, что этот человек скорее всего оговорил себя, однако это может привести к тому, что полиция отзовёт охрану от присяжных. Он немедленно едет в полицейский участок, где допрашивают Пирсона. Джо быстро устанавливает, что хотя тот хорошо знает имена убитых присяжных и обстоятельства их смерти, однако не знает оставшихся в живых присяжных даже по именам. Тем не менее, информация о признании Пирсоном своей вины на следующее утро попадает в газеты, и Джо пытается понять, как в этих условиях спасти оставшихся присяжных.
Он звонит по телефону домой Питеру Джексону, одному из пяти оставшихся в живых присяжных. Его жена сообщает, что Питер уехал на встречу в соседний город Бакминстер. Джо немедленно выезжает по указанному адресу и проникает в дом, обнаруживая тело Джексона повешенным на балке. Джо сразу же направляется в офис местного шерифа, сообщая об убийстве, после чего звонит в редакцию Эпплу. Вскоре из указанного Джо дома возвращаются помощники шерифа, сообщая, что никакого тела там нет. Шериф, решив, что Джо просто пытается состряпать историю, сажает Джо за решётку в своём участке. Вскоре после этого Элис получает телеграмму за подписью Джо с просьбой как можно скорее встретиться с ним в городке Глен Лок. После отъезда Элис на станцию, Эппл звонит ей домой, разговаривая с Текс. Когда Эппл сообщает, что Джо сидит в тюрьме в Бакминстере, Текс отвечает, что от Джо поступила телеграмма, что он ожидает Элис в местечке Глен Лок. Они понимают, что кто-то пытается заманить Элис в ловушку и немедленно выезжают в Глен Лок. Тем временем ничего не подозревающая Элис выходит на станции Глен Лок и направляется на свет мигнувших ей фар автомобиля. Одновременно в офис шерифа сообщают об обнаружении на берегу реки тела Джексона, после чего шериф выпускает Джо и выписывает ордер на задержание Бентли.
На станции к Элис неожиданно подходит Уортон, который сбрил бороду, изменил причёску и снял очки, использовавшиеся им, чтобы выдать себя за Бентли. Он силой заталкивает Элис в машину в то время, как Эппл, который не может дозвониться на станцию, чтобы поговорить с Элис, звонит Джо и предупреждает его, что Элис находится на станции Глен Лок в опасности. Уортон привозит Элис в свой дом, где объясняет, что внутренне пережил смерть так много раз, что сможет снова стать самим собой только когда повесит всех присяжных, которые отправили его на смерть. После этого он опускает петлю и надевает её на шею Элис. В этот момент к дому подъезжает Джо вместе с полицией. Сквозь приоткрытое окно Джо стреляет в Уортона, убивая его на месте. Затем он врывается в комнату и обнимает Элис, объясняя полицейским, что убил не Бентли, а сумасшедшего Уортона. Когда всё успокаивается, Джо пишет последнюю часть своей истории, объясняя, что в день пожара в психиатрической клинике Бентли посетил Уортона. Там Уортон сначала повесил его, а затем сжёг его труп, чтобы создать видимость, что в огне погиб он сам. Такая подмена личности позволила ему вершить месть «из могилы».

## В ролях
- Джим Бэннон — Джо Китс
- Дженис Картер — Элис Хилл
- Джордж Макреди — Гарри Уортон / Джером К. Бентли
- Джин Стивенс — Текс Таттл
- Джозеф Крехан — Уиллард Эппл
- Кэрол Мэтьюз — Марси (в титрах не указана)

## Создатели фильма и исполнители главных ролей
Как написал историк кино Джереми Арнольд, «этот маленький фильм был лишь второй режиссёрской работой Бадда Беттикера», который впоследствии прославится постановкой вестернов с участием Рэндольфа Скотта, таких как «Семеро должный умереть»(1956), «Большой страх» (1957), «Одинокий всадник Бьюкенен» (1958) и «Одинокий всадник» (1959).
Беттикер начал карьеру в кино в 1941 году как ассистент режиссёра, а уже в 1942 году впервые попробовал свои силы как режиссёр (без указания в титрах) на фильмах «Захватчик на подводной лодке» (1942) и «Пленник подводной лодки» (1944). Наконец в 1944 году Беттикер получил возможность поставить свой первый полнометражный фильм «Одной таинственной ночью» (1944) за которым последовал «Пропавший присяжный», и в обоих фильмах главную роль сыграла Дженис Картер. Как позднее говорил Беттикер, он рассматривал свои первые фильмы просто как тренировку: «Всё, связанное с моими первыми пятью фильмами на Columbia, было обучением. Эти маленькие чёрно-белые ленты делались за двенадцать дней и сто тысяч долларов. Их называли „наполнителями“. Они дополняли сдвоенные киносеансы, состоявшие из одного крупного кинофильма и второго фильма… Подозреваю, что во время моих фильмов многие покупали попкорн. Я действительно схалтурил на этой первой пятёрке своих фильмов, при этом делая их с ложной уверенностью. Достаточно скоро уверенность станет подлинной, и фильмы станут намного лучше».
Беттикер впервые работал с актрисой Дженис Картер на фильме «Девушка в деле» (1944), где выступал в качестве ассистента режиссёра Уильяма Берка. Хотя он уже работал ассистентом режиссёра и на других фильмах, включая «Чем больше, тем веселее» (1943) и «Девушка с обложки» (1944), но назначение на фильм «Девушка в деле» означало, что босс студии Columbia Гарри Кон специально готовил Беттикера к постановке собственных картин. Беттикер позднее писал в мемуарах, что работа с Бёрком была «мечтой — (он был) абсолютно потрясающ со мной. Он не возражал, чтобы я всё вынюхивал на съёмочной площадке. И он отходил от своего плана, чтобы помочь мне познать искусство создания полнометражного фильма за две короткие недели. Поверьте мне, это не просто! Но ужасная вещь произошла на площадке. Я по-настоящему влюбился в исполнительницу главной роли».
Главную роль в той картине играла Дженис Картер, которую Беттикер описал как «моя первая подлинная любовь в кинобизнесе». Он, в частности, написал: «Я раньше никогда не видел кого-либо, настолько красивого, если смотреть с близкого расстояния. Она даже лучше, чем Рита Хейворт или Линда Дарнелл в фильме „Кровь и песок“ (1941). Почти каждый в Голливуде может подделать себя так, чтобы выглядеть великолепно. Но это было чем-то большим. Она была просто чертовски милой и такой весёлой. А её ноги были красивее, чем у Бетти Грейбл». Но как пишет Арнольд, со стороны Беттикера «это было невинное увлечение — Картер была замужем, и они просто стали хорошими друзьями».
Дженис Картер сниматься в кино в 1941 году, завершив кинокарьеру в 1952-м. Она играла преимущественно главные роли в фильмах категории В на крупных киностудиях. Среди 34 фильмов с её участием наиболее заметными были криминальная мелодрама «Знак Свистуна» (1944), фильмы нуар «Ночной редактор» (1946), «Подставленный» (1947) и «Я люблю трудности» (1948), а также комедия «Мисс Грант захватывает Ричмонд» (1949).
Бывший радиоактёр Джим Беннон большую часть своей карьеры снимался в фильмах категории В и телесериалах. Он, в частности, сыграл в фильмах нуар «Подставленный» (1947. с Дженис Картер), «Тринадцатый час» (1947) и «Джонни О’Клок» (1947), а также в вестернах «Человек из Колорадо» (1948) и «Ковбой и боец» (1949). На телевидении он играл постоянные роли в мыльной опере «Хокинс-Фоллс, население 6200» (1950—1955), а также в вестерн-сериалах «Приключения Чемпиона» (1955—1956) и «Кейси Джонс» (1957—1958).

## История создания фильма
Рабочим названием фильма было «Завтра мы умрём» (англ.  Tomorrow We Die).
История для фильма взята из популярного радиосериала «Я люблю секреты» (1939—1944), в котором Джим Бэннон играл одну из главных ролей.
Фильм находился в производстве с 10 июля по 25 июля 1944 года и вышел в прокат 16 ноября 1944 года.

## Оценка фильма критикой

### Общая оценка фильма
Современный историк кино Джереми Арнольд оценил картину как «рутинный детектив категории В, который наверное был бы сегодня ещё более забыт, если бы его не поставил режиссёр Бадд Беттикер, один из лучших и самых влиятельных постановщиков вестернов 1950-х годов». Как далее пишет критик, «хотя в этом фильме стилистически немного связанного с поздними, более личностными картинами Беттикера, тем не менее в этой картине режиссёр показывает своё умение решать задачи с помощью камеры и света для создания необходимой атмосферы, чем поднимает на несколько порядков слишком очевидный сценарий». Это «ещё не уровень фильма нуар, но на несколько ступенек выше» того исходного материала, с которым Беттикеру пришлось работать. Обращает на себя внимание также умение Беттикера встраивать приятные комичные моменты во в целом напряжённое повествование фильма, в частности, это касается эпизодов с Джозефом Креханом. Как резюмирует своё мнение Арнольд, фильм «неплох, и поклонникам Беттикера его стоит посмотреть».
Майкл Кини отмечает, что «фильм сделан дёшево и без особых сюрпризов, но движется в быстром темпе и увлекательно». Хэл Эриксон называет фильм «отличной дипломной работой будущего культового режиссёра Бада Беттикера». По словам критика, это «напряжённый саспенс-фильм с такими актёрами, как Дженис Картер и Джордж Макреди». Как полагает историк кино Деннис Шварц, «Беттикер мастерски поставил этот плотный низкобюджетный напряжённый фильм». По словам критика, «Беттигер хорошо выстраивает напряжение и творит чудеса, перерабатывая и оживляя эту историю для фильма категории В, которой не хватает психологической силы, с помощью создания мрачной атмосферы, хорошего чувства юмора и крепкой актёрской игры». Шварц считает, что «на таком ограниченном бюджете трудно сделать фильм категории В лучше».